# André Luy
André Luy (* 12. Januar 1927 in Tramelan; † 6. April 2005 in Lutry) war ein Schweizer Organist, Kirchenmusiker und Musikpädagoge.

## Leben
André Luy erhielt seine Schulausbildung in Saint-Imier. Nach seinem Studium in Neuenburg und am Konservatorium in Genf war er als Organist in Morges (1950–1952) und Saint-Imier (1952–1957) tätig. 1957 wurde er Titularorganist an der Kathedrale in Lausanne, wo er 1992 zum Organiste Honoraire («Ehrenorganist») ernannt wurde. Er gab zahlreiche Konzerte in Europa, Nordafrika und Japan und veröffentlichte mehrere Einspielungen, darunter gemeinsam mit dem Trompeter Maurice André. Als Orgellehrer unterrichtete er an der Hochschule für Musik Saar in Saarbrücken (1967–1990) und am Konservatorium von Lausanne (1974–1992). 1983 verlieh ihm die Universität Lausanne die Ehrendoktorwürde.